# Timothy Bloodworth
Timothy Bloodworth, född 1736 i New Hanover Precinct (nuvarande New Hanover County), North Carolina, död 24 augusti 1814 i Wilmington, North Carolina, var en amerikansk politiker (demokrat-republikan). Han representerade delstaten North Carolina i båda kamrarna av USA:s kongress, först i representanthuset 1790-1791 och sedan i senaten 1795-1801.
Bloodworth tillverkade musköter och bajonetter för kontinentala armén under amerikanska revolutionskriget. Han var 1786 ledamot av kontinentala kongressen. Han var motståndare till ratificeringen av USA:s konstitution.
Bloodworth var kongressledamot i den första amerikanska kongressen. Han kandiderade utan framgång till omval. Han efterträdde 1795 Benjamin Hawkins som senator för North Carolina. Han efterträddes 1801 av David Stone.